# گودلوو (تگزاس)
گودلوو، تگزاس (به انگلیسی: Goodlow, Texas) یک شهر در ایالات متحده آمریکا با جمعیت ۲۶۴ نفر است که در تگزاس واقع شده‌است.

## موقعیت جغرافیایی
موقعیت جغرافیایی شهرها و مناطق اطراف به شرح زیر است: